# پادشاهی آبخاز
پادشاهی آبخاز (به گرجی: აფხაზთა სამეფო) یک دولت ارباب‌رعیتی قرون وسطایی بود که از دههٔ ۷۸۰ میلادی تا ۱۰۰۸ میلادی که پادشاهی متحد گرجستان برپا گردید، در قفقاز برقرار بود. در سدهٔ دهم میلادی مرزهای این پادشاهی در امتداد دریای سیاه از خالدیا تا دهانهٔ رود نیکوپسیس گسترده شده‌بود.